# Utrikesministern (film)
Utrikesministern är en svensk dokumentärfilm som hade premiär 21 december 2018. Filmen har regisserats av Viktor Nordenskiöld som också svarat för manus. Han har producerat filmen tillsammans med Malcolm Dixelius för Freetownfilms AB.

## Handling
2014 tillträdde Margot Wallström som Sveriges utrikesminister, och världens första feministiska utrikesminister. Under fyra år följer Viktor Nordenskiöld Wallströms hektiska liv som utrikesminister.